# ストリングチーズ
ストリングチーズ（String cheese）はチーズのタイプの一つである。このチーズはタンパク質が直線状になっており、これによってひも状のような形に仕上がる。
ストリングチーズの一種であるモッツァレラチーズは摂氏60度まで加熱されると乳タンパク質が一直線になり、よく伸びるようになる。
また、より大きなチーズ塊から紐状に裂けるようになる。

## 中央ヨーロッパ
スロバキアには塩を加えた羊乳から作られるコルバーチキがある。このチーズは羊乳を蒸気で加熱した後に手で紐状に伸ばして編んでつくるのが伝統とされており、その後燻製にする場合もあるほか、羊乳ではなく牛乳で作る場合もある。

## 東ヨーロッパ～西アジア
アルメニアでは、白いベースを材料としたストリングチーズを作る伝統がある。
アルメニアのストリングチーズは熟成したヤギ乳や羊乳が用いられており、地域によって製法が異なる 。
このチーズには黒クミンやマハレブ（野生のサクランボの仁で、中東ではスパイスとして使われている）が使われ、紐状にするために引き延ばして加工され、無限の環状に編み込まれて作られる。
シリアでもこの方法で作られている一方、他の地域のチーズは切るだけで引き延ばす作業がないため紐状にはならない。
ジョージアとロシアにあるテニルというストリングチーズは、塩漬けにして乾燥させた仔牛の胃の中で羊乳とクリームを60日間発酵させて作られる。

## 西ヨーロッパ
1990年代初頭から、イギリスやアイルランドではチーズストリングス（Cheestrings）というおやつが人気である。
このおやつはケリー・グループから売られているプロセスチーズである 。

発売当初のCMソングはアメリカン・ブリードの"Bend Me, Shape Me"の歌詞を、「昼夜問わずチーズをひもにすると、元気の出るチーズストリングができる」 ("You got a cheese string day or night, you got a cheese string you're all right")というように変えたものだった。

最初に放送されたCMは子どもたちがディスコで踊る内容だったのに対し、リメイク版では遊園地に変更されていた。
発売初期は、マスコットキャラクターのミスター・ストリングスが自分を引き裂いて見せる様子がパッケージに描かれるなど暴力的な表現がされていたが 、1990年代後半にデザインがよりシンプルなものに変更された。
元のミスター・ストリングスは2000年代半ばにTVCMから姿を消し、10代の若者に不気味な悪戯をする別のキャラクターに差し替えられた。
2000年代後半、3度目となるミスター・ストリングスのデザイン変更が行われ、より子どもに親しみやすいデザインとなり、「やあ！ぼくはただのチーズだよ」"（"Hey, I'm just cheese"）というキャッチフレーズが設定された。
チーズストリングスのラインナップには、チェダーチーズとモッツァレラチーズ、そしてチェダーチーズとレッドレスターの2種類のチーズをねじりあわせて作られたバージョンがある 。また、かつて販売されていたフレーバーにはチェダーチーズ&スモークベーコン、ピザなどがあった。
また、ケリーはゴーダチーズのチーズストリングスをコーク県チャールビルからオランダへ、グーダチーズとエメンタールチーズのブレンドをFicelloとしてフランスへ輸出している 。
かつてはテスコやDairyleaからイギリス国内で安価な類似品が製造・販売されており、現在はDunnes Storesにて発売されている。

ケリーは、1990年代後半からチーズストリングスの一環としてクラッカーやトルティーヤの上にハムとチーズストリングを載せ、ケチャップの小袋をつけたAttack-A-Snackを発売している。Attack-A-SnackはDairylea Lunchablesの競合商品にあたる。

## 北米

### メキシコ

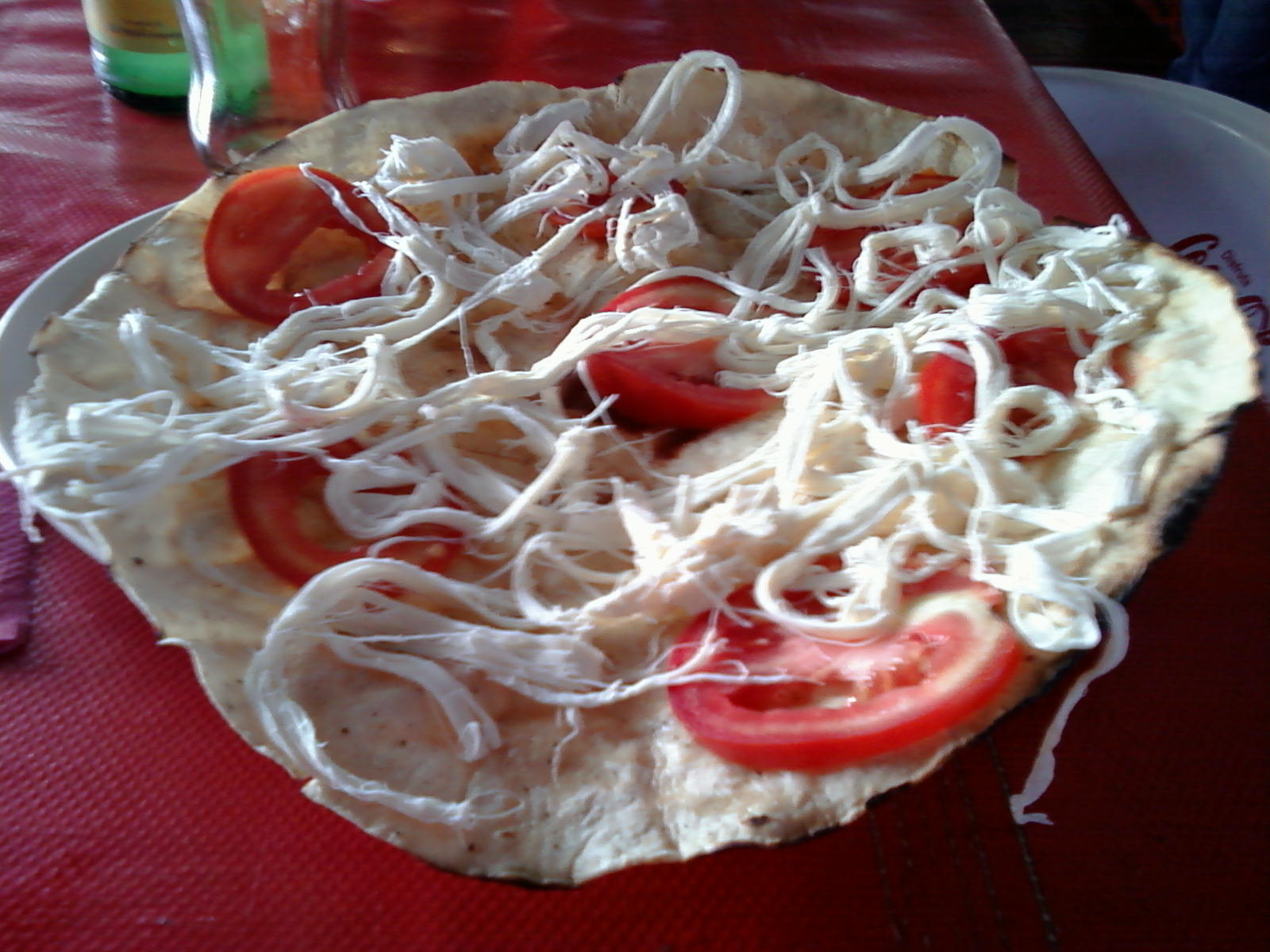
トマトとオアハカチーズのトラユーダ

メキシコにおいて、ストリングチーズはLeobarda Castellanos Garcia という14歳の少年によって生み出された。
メキシコのストリングチーズであるケスィージョは球状にして売られており、オアハカチーズはその一種である。

### アメリカ合衆国

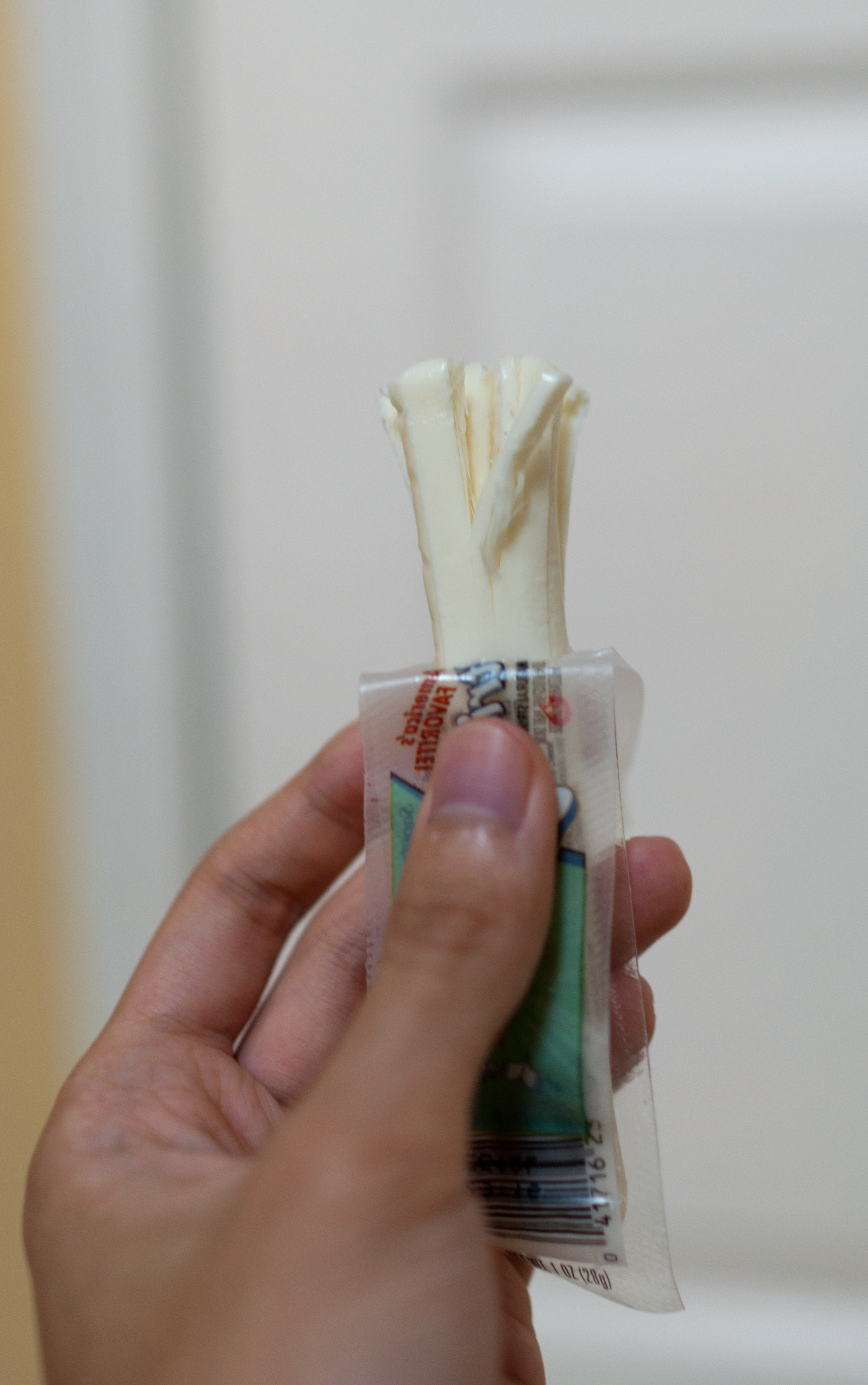
アメリカで販売されているストリングチーズ

アメリカ合衆国において、ストリングチーズは、水分含有率が低く一口サイズで売られているモッツァレラチーズを指すことが多い。
アメリカのストリングチーズはシリンダーのような形状をしており、長さも1インチ（2.54cm）から6インチ（15cm）までと様々である。

このうち、チーズスティックと呼ばれるタイプはカットされたストリングチーズがパッケージ包装されており、個包装の場合もあれば、特定の長さで包装されている場合もある。
モッツァレラチーズを原料とする場合もあれば、モッツァレラチーズとチェダーチーズを合わて使われる場合もある。
このタイプはシリンダー状のチーズを紐状にして引き裂いて食べることから、ストリングチーズと呼ばれている  。

1976年にフランク・ベイカーとジェブ・カブスがこの商品を発明した。	

## オセアニア
オーストラリアではベガ・ストリンガーズという商品名でベガチーズからストリングチーズが発売されている。